# پریتشووی
پریتشووی (به چکی: Příčovy) یک منطقهٔ مسکونی در جمهوری چک است که در ناحیه پریبرام واقع شده‌است.